# Bisdom Sololá-Chimaltenango
Het bisdom Sololá-Chimaltenango (Latijn: Dioecesis Sololensis-Chimaltenangensis) is een rooms-katholiek bisdom met als zetels Sololá en Chimaltenango, in Guatemala. Het bisdom is suffragaan aan het aartsbisdom Los Altos Quetzaltenango-Totonicapán. 

## Geschiedenis
Het bisdom werd opgericht op 10 maart 1951, als het bisdom Sololá, uit delen van het aartsbisdom Guatemala en het bisdom Los Altos Quetzaltenango-Totonicapán, en was suffragaan aan het aartsbisdom Guatemala. Op 13 februari 1996 veranderde het van kerkprovincie en werd suffragaan aan het aartsbisdom Los Altos Quetzaltenango-Totonicapán. Op 31 december 1996 veranderde het van naam naar bisdom Sololá-Chimaltenango. 

## Parochies
Het bisdom had in 2022 een oppervlakte van 3.040 km2 en telde 1.369.000 inwoners waarvan 57,3% rooms-katholiek was.

## Bisschoppen
- Jorge García Caballeros (apostolisch administrator: 10 maart 1951 - 5 april 1955)
- Angélico Melotto Mazzardo (27 juni 1959 - 5 april 1986)
- Eduardo Ernesto Fuentes Duarte (5 april 1986 - 20 juli 1997; coadjutor sinds 18 oktober 1982)
- Raúl Antonio Martinez Paredes (28 januari 1999 - 28 juli 2007)
- Gonzalo de Villa y Vásquez (28 juli 2007 - 9 juli 2020)
  - Tulio Omar Pérez Rivera (administrator: 4 september 2020 - 21 september 2021)
- Domingo Buezo Leiva (16 juli 2021 - heden)